# Tepi Selo
Tepi Selo is een bestuurslaag in het regentschap Tanah Datar van de provincie West-Sumatra, Indonesië. Tepi Selo telt 4425 inwoners (volkstelling 2010).